# Iglesia de Nuestra Señora del Rosario (Peñarroya)
La iglesia de Nuestra Señora del Rosario se alza en la cota más alta de Peñarroya-Pueblonuevo, provincia de Córdoba (España), cuyo origen se remonta al siglo XVI y constituye el más importante símbolo de identidad de la localidad en torno a la devoción a la Virgen del Rosario, patrona de la misma.

## Descripción
La iglesia de Nuestra Señora del Rosario y sus dependencias anejas conforman una edificación exenta realizada en muros resistentes de mampostería, enfoscados y encalados.
Posee una sola nave cubierta a dos aguas y presbiterio, separado de aquella por gran arco toral rebajado que descansa sobre potentes pilares. El presbiterio es de planta cuadrada y se cubre por cúpula que, exteriormente, destaca por su mayor altura.
En el muro sur se abre la sencilla portada principal compuesta por arco de medio punto entre pilastras.
Adosadas al templo existen varias dependencias: De acceso al camarín tras la cabecera, en el lado este, y otras, situadas en el costado norte, destinadas a despacho parroquial, sacristía y patio con la escalera de acceso a la espadaña. Esta se sitúa a los pies y consta de dos cuerpos de campanas.

## Fuente
- Este artículo incluye contenido derivado de una disposición relativa al proceso de protección, incoación o declaración de un bien cultural o natural publicada en el BOE n.º 117 el 16 de mayo de 2002 (texto), el cual está libre de restricciones conocidas en virtud del derecho de autor de conformidad con lo dispuesto en el artículo 13 de la Ley de Propiedad Intelectual española.